# Free European Song Contest 2020
El I Festival de la Cançó d'Europa Lliure va ser la primera edició d'aquest festival. Aquesta va ser celebrada després de la cancel·lació del Festival de la Cançó d'Eurovisió 2020.

## Organització

### Presentadors
Els presentadors van ser la Conchita Wurst i en Steven Gätjen.

### Actes d'obertura i interval
Conchita Wurst va cantar barrejant Waterloo (d'ABBA), Satellite (de la Lena Meyer-Landrut) i Rise Like a Phoenix (la seva cançó a Eurovisió i que li va a donar la victòria) a l'acte d'obertura. Als actes d'interval Wurst va cantar la seva cançó Under The Gun i en Teddy Teclebrhan amb la seva cançó Deutschland isch stabil.

## Països participants
| País          | Títol original de la cançó       | Artista                                     |
| País          | Traducció al català              | Idiomes                                     |
| ------------- | -------------------------------- | ------------------------------------------- |
| Alemanya      | «Forever at Home»                | Helge Schneider                             |
| Alemanya      | «Sempre a casa»                  | Alemany i anglès                            |
| Àustria       | «Wo bist du»                     | Josh.                                       |
| Àustria       | «On ets»                         | Alemany                                     |
| Bulgària      | «Du bist genug»                  | Oonagh                                      |
| Bulgària      | «Tu ets suficient»               | Alemany i Búlgar                            |
| Croàcia       | «Highlight (Ti si moja snaga)»   | Vanessa Mai                                 |
| Croàcia       | «Destacar (Ets la meva força)»   | Alemany, castellà i croat                   |
| Dinamarca     | «Reset»                          | Kate Hall                                   |
| Dinamarca     | «Restableix»                     | Anglès i danès                              |
| Espanya       | «Like I Love You»                | Nico Santos                                 |
| Espanya       | «Com jo t'estimo»                | Alemany i castellà                          |
| Irlanda       | «Speak Up»                       | Sion Hill                                   |
| Irlanda       | «Parlar alt»                     | Anglès                                      |
| Israel        | «Alles auf Hoffnung»             | Gil Ofarim                                  |
| Israel        | «Tot amb esperança»              | Alemany i hebreu                            |
| Itàlia        | «Te amo mi Amor»                 | Sarah Lombardi                              |
| Itàlia        | «T'estimo meu amor»              | Alemany, italià i castellà                  |
| Kazakhstan    | «Paranoid»                       | Mike Singer                                 |
| Kazakhstan    | «Paranoic»                       | Alemany i rus                               |
| La Lluna      | «Back to the Moon»               | Max Mutzke com Der Astronaut (L’astronauta) |
| La Lluna      | «Tornar a la Lluna»              | Anglès                                      |
| Països Baixos | «Changes»                        | Ilse DeLange                                |
| Països Baixos | «Canvis»                         | Anglès i neerlandès                         |
| Polònia       | «Immer da»                       | Glasperlenspie                              |
| Polònia       | «Sempre allà»                    | Alemany i polonès                           |
| Regne Unit    | «Friends»                        | Kelvin Jones                                |
| Regne Unit    | «Amics»                          | Anglès                                      |
| Suïssa        | «All We Need Is Love»            | Stefanie Heinzmann                          |
| Suïssa        | «Tots el que necessitem és amor» | Alemany (walser) i anglès                   |
| Turquia       | «Günaydin»                       | Eko Fresh i l'Umut Timur                    |
| Turquia       | «Bon dia»                        | Alemany i turc                              |

## Festival

### Ordre d'actuació
| Núm. | País          | Artista(es)                                 | Cançó                          | Lloc | Punts |
| ---- | ------------- | ------------------------------------------- | ------------------------------ | ---- | ----- |
| 01   | Països Baixos | Ilse DeLange                                | «Changes»                      | 2    | 88    |
| 02   | Turquia       | Eko Fresh amb Umut Timur                    | «Günaydin»                     | 6    | 71    |
| 03   | Irlanda       | Sion Hill                                   | «Speak Up»                     | 10   | 53    |
| 04   | Croàcia       | Vanessa Mai                                 | «Highlight (Ti si moja snaga)» | 9    | 55    |
| 05   | Bulgària      | Oonagh                                      | «Du bist genug»                | 8    | 62    |
| 06   | Àustria       | Josh.                                       | «Wo bist du»                   | 15   | 22    |
| 07   | Polònia       | Glasperlenspiel                             | «Immer da»                     | 11   | 46    |
| 08   | Regne Unit    | Kelvin Jones                                | «Friends»                      | 12   | 45    |
| 09   | Kazakhstan    | Mike Singer                                 | «Paranoid»                     | 14   | 23    |
| 10   | Dinamarca     | Kate Hall                                   | «Rest»                         | 16   | 20    |
| 11   | Espanya       | Nico Santos                                 | «Like I love You»              | 1    | 104   |
| 12   | Itàlia        | Sarah Lombardi                              | «Te Amo Mi Amor»               | 13   | 37    |
| 13   | Suïssa        | Stefanie Heinzmann                          | «All We Need Is Love»          | 7    | 66    |
| 14   | La Lluna      | Max Mutzke com Der Astronaut (L’astronauta) | «Back to the Moon»             | 3    | 85    |
| 15   | Israel        | Gil Ofarim                                  | «Alles auf Hoffnung»           | 5    | 75    |
| 16   | Alemanya      | Ilire Ismajli                               | «Forever At Home»              | 4    | 76    |

### Portaveus
- Alemanya - Heidi Klum i Tom Kaulitz
- Àustria - Tamara Mascara
- Bulgària - Kristina i Todor (Amics d'Oonagh)
- Croàcia - Marino Mandekić (pare de Vanessa Mai)
- Dinamarca - Valeria (mare de Kate Hall)
- Espanya - Clarissa Wellenbrink (germana de Nico Santos)
- Irlanda - Angelo Kelly
- Israel - Lion Rosenberg
- Itàlia - Michelle Hunziker
- Kazakhstan - Paul (pare de Mike Singer)
- La Lluna - Michael Herbig com Mr. Spuck (parodia del Sr. Spock en (T)Raumschiff Surprise – Periode 1)
- Països Baixos - Duncan Laurence
- Polònia - Lukas Podolski
- Regne Unit - Melanie C
- Suïssa - Beatrice Egli
- Turquia - Hakan Çalhanoğlu

## Altres països
Qualsevol país pot participar (principalment els que haguin participat a Eurovisió com els altres membres de l'UER)
Els següents països han participat a Eurovisió i tant les seves radiodifusores públiques com privades no van dir res de si participarien: 
- Albània
- Andorra
- Armènia
- Austràlia
- Azerbaidjan
- Bèlgica
- Belarús
- Bòsnia i Hercegovina
- Eslovàquia
- Eslovènia
- Estònia
- Finlàndia
- França
- Geòrgia
- Grècia
- Hongria
- Islàndia
- Letònia
- Lituània
- Luxemburg
- Macedònia del Nord
- Malta
- Marroc
- Moldàvia
- Mònaco
- Montenegro
- Noruega
- Portugal
- Txèquia
- Romania
- Rússia
- San Marino
- Sèrbia
- Suècia
- Ucraïna
- Xipre

## Audiència
A Alemanya, el canal de televisió ProSieben va retransmetre la primera edició del festival. A Àustria i Suïssa (inclòs Liechtenstein) es va transmetre a través d'ProSieben Àustria i ProSieben Suïssa sense comentaristes específics de cada país. ProSieben d'Alemanya es va fer càrrec de la terminal de radiodifusió. A Àustria, el canal de notícies Puls 24 també va retransmetre la competició. La Tamara Mascara, la Dori Bauer i en Patrick Fux van presentar i van comentar la transmissió.
El festival va obtenir 2.57 milions d'espectadors per part de la televisió ProSieben (i 1.54 milions d'espectadors tenien entre 14 i 49 anys) i per la televisió ProSieben Àustria va obtenir 0,11 milions d'espectadors (i 0.08 milions d'espectadors tenien entre 14 i 49 anys).

## Curiositats
- Alguns participants i col·laboradors del Festival de la Cançó d'Europa Lliure 2020 també van participar a Eurovisió o al Bundesvisió.
- La lluna va obtenir la major quantitat de punts dels països que van votar per votació de l'audiència.
- Polònia, els Països Baixos i el Regne Unit són els únics països que no van rebre cap punt a través de la votació de l'audiència.
- Dels països turcs només han participat 2. Junt a Eurovisió Júnior 2020 i Turkvisió 2020, són l'úniques en què el Kazakhstan ha participat, en cas de Turquia també ha participat a Turkvisió (i ha sigut la seu) i en cas de l'Azerbaidjan només ha participat en Turkvisió. D'altra banda, Uzbekistan i Turkmenistan només han participat en el Festival Televisiu de la Cançó de la UAR.
- Glasperlenspiel: representants de Baden-Württemberg al BuViSoCo 2011 i 2015.
- La Kate Hall va participar en la selecció danesa de 2013 per anar a Eurovisió.